# Leptodon forbesi
Leptodon forbesi е вид птица от семейство Ястребови (Accipitridae). Видът е критично застрашен от изчезване.

## Разпространение
Разпространен е в Бразилия.